# Knooppunt Burgerveen

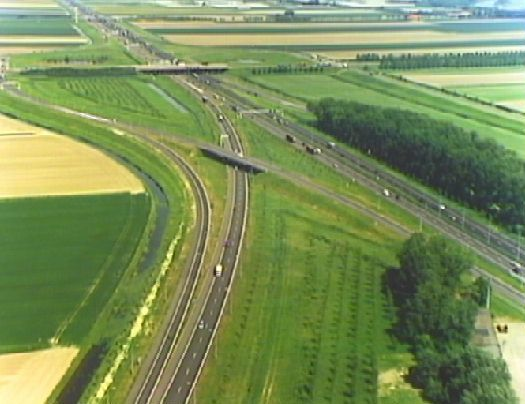
Knooppunt Burgerveen anno 2000

Het Knooppunt Burgerveen is een Nederlands verkeersknooppunt voor de aansluiting van de autosnelwegen A4 en A44. Het is een onvolledig knooppunt; sommige afslagbewegingen zijn niet mogelijk. De aansluiting Nieuw-Vennep ligt echter pal ten noorden van het knooppunt; daarlangs zijn de ontbrekende verkeersbewegingen wel te maken. Bij deze aansluiting sluit de N207 aan op de A4.

## Geschiedenis
Het stuk A4 ten noorden van knooppunt Burgerveen en de A44 tot Sassenheim is geopend in 1938 als Rijksweg 4. In 1961 is het stuk A4 ten zuiden van knooppunt Burgerveen geopend als Rijksweg 4A. In 1976 werd de oude Rijksweg 44 omgedoopt in A44 en Rijksweg 4 in A4.
Tot 1996 was de aansluiting Nieuw-Vennep een halve aansluiting, die alleen aansluiting bood op de A4 richting/vanuit Amsterdam. Verkeer dat in V-richting wilde afslaan, moest doorrijden tot de aansluiting Hoofddorp (14 kilometer om) of een route kiezen over secundaire wegen. Toen de N207 van Nieuw-Vennep tot Hillegom verlengd werd (en niet meer door Nieuw-Vennep en Beinsdorp voerde) is de aansluiting Nieuw-Vennep volledig gemaakt. Hiermee werd feitelijk ook het knooppunt Burgerveen volledig gemaakt.
In mei 2009 werd het viaduct van de A44 over de A4 vervangen in verband met verbreding van 2x2 naar 2x3 rijbanen op de snelweg A4.
Het knooppunt is genoemd naar het nabijgelegen dorpje Burgerveen, al ligt het eigenlijk dichter bij Leimuiderbrug.

## Huidige situatie
Knooppunt Burgerveen en de aansluiting Nieuw-Vennep liggen op korte afstand van elkaar. Daardoor zijn ze enigszins in elkaar geschoven. Op de A4 richting Amsterdam begint de afrit Nieuw-Vennep vóór het knooppunt in plaats van erna. De oprit richting Den Haag kruist de A44 ongelijkvloers, om ná het knooppunt aan te sluiten op de A4. Knooppunt en aansluiting lijken daardoor één geheel te vormen. Strikt genomen betreft het echter een onvolledig knooppunt (wegsplitsing) in combinatie met een volledige aansluiting.
| Aansluitende wegen                                               | Aansluitende wegen | Aansluitende wegen | Aansluitende wegen | Aansluitende wegen                                             |
| ---------------------------------------------------------------- | ------------------ | ------------------ | ------------------ | -------------------------------------------------------------- |
| richting Nieuw-Vennep / Hillegom / Lisse                         |                    |                    |                    | richting Schiphol / Amsterdam                                  |
|                                                                  |                    |                    |                    |                                                                |
| richting Sassenheim / Leiden-West / Wassenaar / Den Haag-Centrum |                    |                    |                    |                                                                |
|                                                                  |                    |                    |                    |                                                                |
| richting Leiden / Den Haag / Rotterdam                           |                    |                    |                    | richting Leimuiden / Alphen aan den Rijn / Gouda / Bergambacht |

Knooppunten: De Nieuwe Meer (A10) · Badhoevedorp (A9) · De Hoek (A5) · Burgerveen (A44) · Hofvliet (N434) · Prins Clausplein (A12) · Ypenburg (A13) · Kethelplein (A20) · Benelux (A15) · Hellegatsplein (N59) · Sabina (A59) · Zoomland (A58) · Markiezaat (A58)
Aansluitingen: Amsterdam-Sloten (1) · Schiphol (2) · Hoofddorp (3) · Hoofddorp-Zuid (3a) · Nieuw-Vennep (4) · Roelofarendsveen (5) · Hoogmade (6) · Zoeterwoude-Rijndijk (6a) · Zoeterwoude-Dorp (7) · Leidschendam (8) · Rijswijk-Centrum (9) · Plaspoelpolder (10) · Rijswijk (11) · Den Haag-Zuid (12) · Den Hoorn (13) · Delft (14) · Vlaardingen-Oost (16) · Pernis (17a) · Numansdorp (22) · Willemstad (23) · Dinteloord (24) · Steenbergen (25) · Tholen (26) · Bergen op Zoom-Noord (27) · Bergen op Zoom (28) · Bergen op Zoom-Zuid (29) · Hoogerheide (30)
Knooppunten: Burgerveen (A4) · Ommedijk (N434)
Aansluitingen: Oude-Wetering (1) · Kaag-Dorp (2) · Noordwijkerhout (3) · Warmond (4) · Sassenheim (5) · Noordwijk (6) · Oegstgeest (7) · Leiden-West (8) · Leiden-Zuid (9)
Almere · Amstel · Arnestein · Assen · Azelo · Badhoevedorp · Bankhoef · Batadorp · Beekbergen · Benelux · Beverwijk · Bodegraven ·  Boterdiep ·  Buren · Burgerveen · Coenplein · De Baars · De Hoek · De Hogt · De Nieuwe Meer · De Poel · De Punt · De Stok · Deil · Diemen · Drachten · Drie Klauwen · Eemnes · Ekkersweijer · Emmeloord · Empel · Euvelgunne · Everdingen · Ewijk · Galder · Gooimeer · Gorinchem · Gouwe · Grijsoord · Hattemerbroek · Heerenveen · Hellegatsplein · Het Vonderen · Hintham · Hoevelaken · Hofvliet · Holendrecht · Holsloot · Hoogeveen · Hooipolder · IJmuiden (niet officieel) · Joure · Julianaplein · Kerensheide · Kethelplein · Klaverpolder · Kleinpolderplein · Kooimeer · Kruisdonk · Kunderberg · Lankhorst · Leenderheide · Lunetten · Maanderbroek · Markiezaat · Muiderberg · Neerbosch · Noordhoek · Ommedijk · Oud-Dijk · Oudenrijn · Paalgraven · Princeville · Prins Clausplein · Raasdorp ·  Reitdiep ·  Ressen · Ridderkerk · Rijkevoort · Rijnsweerd · Rottepolderplein · Rozenburg · Sabina · Sint-Annabosch · Stelleplas · Slufter · Ten Esschen · Terbregseplein · Tiglia · Vaanplein · Valburg · Velperbroek · Velsen · Vlaardingen · Vught · Waterberg · Watergraafsmeer · Werpsterhoek · Westerlee · Ypenburg · Zaandam · Zaarderheiken · Zonzeel · Zoomland · Zuidbroek · Zurich

Geplande knooppunten:
De Liemers · Zestienhoven

Voormalige knooppunten:
Bocholtz · Ekkersrijt · Europaplein (Groningen) · Europaplein (Maastricht) · Lindenholt